# Xanthorhoe paramushira
Xanthorhoe paramushira là một loài bướm đêm trong họ Geometridae.